# Anthelephila pedestris
Anthelephila pedestris là một loài bọ cánh cứng trong họ Anthicidae. Loài này được Rossi miêu tả khoa học năm 1790.

## Hình ảnh

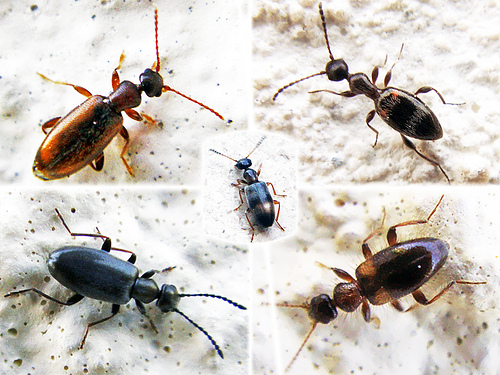
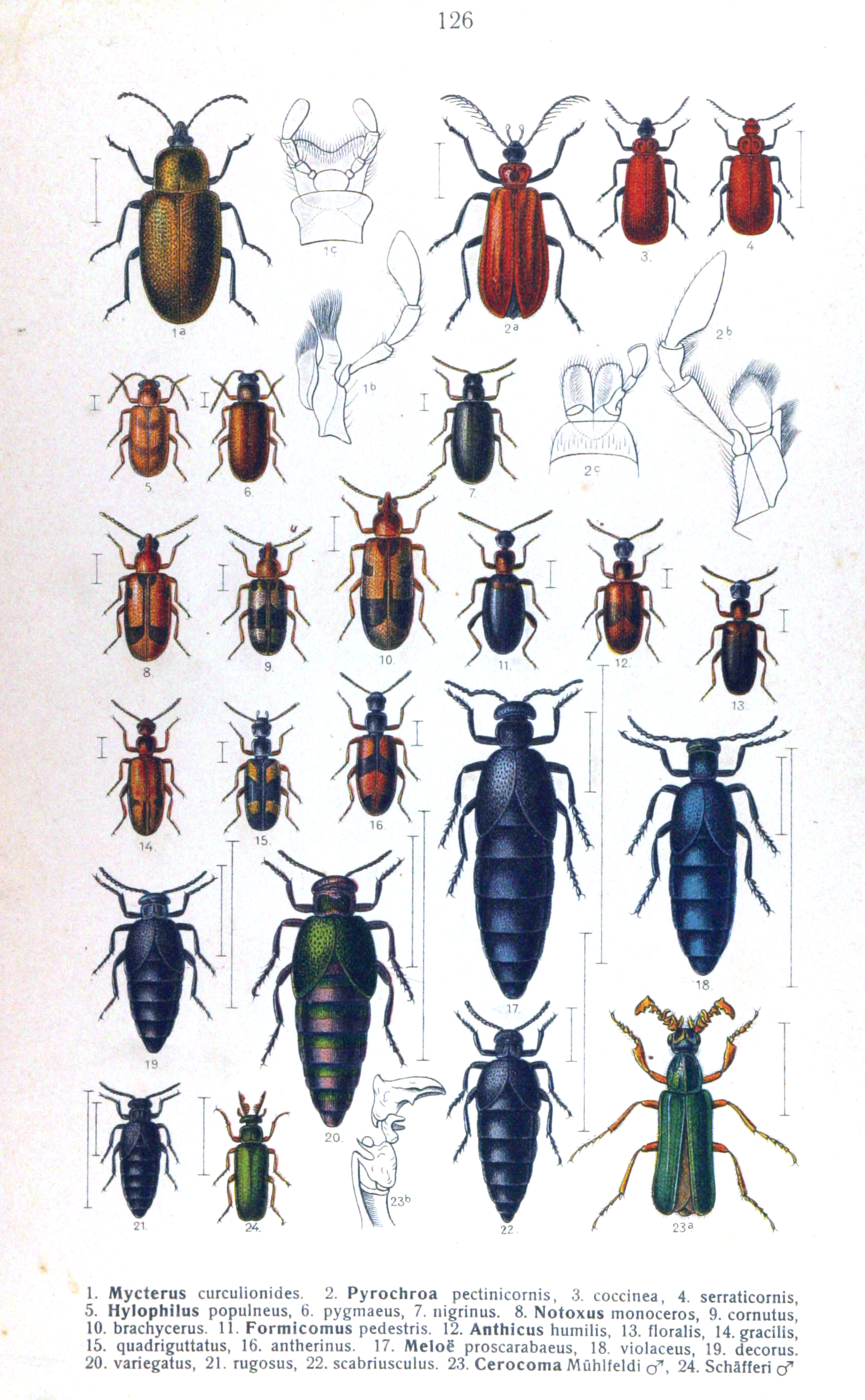